# О’пять
«О’пять» — пятый студийный альбом российского рэп-исполнителя Гуфа, выпущенный 11 апреля 2022 года. Содержит в себе 11 треков с двумя гостевыми куплетами от Rigos и Slimus. Первоначально альбом должен был выйти в ночь на 1 апреля, однако из-за того, что лейбл Warner Music Russia полностью приостановил свою деятельность на территории России, его пришлось перенести, о чем артист сообщил в соцсетях. В итоге альбом вышел на стриминг-сервисах 11 апреля до заявленной московской презентации, которая прошла 17 числа.

## Список композиций
Информация взята из Tidal.
| №                   | Название                            | Текст песни             | Музыка              | Длительность |
| ------------------- | ----------------------------------- | ----------------------- | ------------------- | ------------ |
| 1.                  | «Где он?» (Интро)                   | Алексей Долматов        | Антон Боднарь       | 3:36         |
| 2.                  | «Надоем»                            | Долматов                | Долматов            | 4:24         |
| 3.                  | «Глаза к небу» (при участии Slimus) | Долматов, Вадим Мотылёв | Вадим Мотылёв       | 4:27         |
| 4.                  | «Улыбнись»                          | Долматов                | Долматов            | 2:45         |
| 5.                  | «Репутация»                         | Долматов                | Боднарь             | 3:54         |
| 6.                  | «Дай мне руку»                      | Долматов                | Долматов            | 2:53         |
| 7.                  | «Своим путём» (при участии Rigos)   | Долматов, Игорь Рылов   | Долматов            | 4:03         |
| 8.                  | «Для неё 2»                         | Долматов                | Долматов            | 4:08         |
| 9.                  | «Разговор»                          | Долматов                | Долматов            | 3:27         |
| 10.                 | «Своими силами»                     | Долматов                | Боднарь             | 4:05         |
| 11.                 | «Неужели»                           | Долматов                | Боднарь             | 4:29         |
| Общая длительность: | Общая длительность:                 | Общая длительность:     | Общая длительность: | 42:15        |